# Адалберт (Лотарингия)
Вижте пояснителната страница за други личности с името Адалберт.
Адалберт (на немски: Adalbert; на френски: Adalbert de Lorraine; * 1000; † 11 ноември 1048, Тюен) от Дом Шатеноа от Елзас, е херцог на Горна Лотарингия от 1047 до 1048 г.

## Биография
Той е син на Герхард I от Бузонвил († 1045), граф на Метц от фамилията Матфриди, и Гизела.
През 1047 г. император Хайнрих III го поставя за херцог на мястото на сваления Готфрид III. На 11 ноември 1048 г. Адалберт е убит в битка при Тюен против бунтуващия се Готфрид III. Веднага след това император Хайнрих III поставя брата на Адалберт Герхард за негов наследник.